# Oh Min-keun
Oh Min-keun (kor. 오민근; * 15. August 1952 in Seoul) ist ein ehemaliger südkoreanischer Boxer im Federgewicht und Linksausleger. 

## Karriere
Am 8. August 1980 gab er gegen Cesar Ligan in Seoul mit einem Punktsieg über 8 Runden erfolgreich sein Profidebüt. Bereits in seinem vierten Kampf wurde er OPBF-Meister.
Im März 1984 bezwang er Joko Arter in einem auf 15 Runden angesetzten Kampf durch klassischen K. o. in Runde 2 und wurde dadurch IBF-Weltmeister. Diesen Gürtel verteidigte er insgesamt zweimal und verlor ihn Ende November 1985 gegen Chung Ki-young. Im Jahre 1986 beendete er seine Karriere.